# Skagerak (virksomhed)
 For alternative betydninger, se Skagerak (flertydig). (Se også artikler, som begynder med Skagerak)
Skagerak er en dansk familieejet virksomhed fra 1976, der fremstiller møbler til inde og ude og tilbehør, primært lavet af træ. De sælger deres produkter fra deres webshop, Skagerak Showroom på Indiakaj i København og hos udvalgte forhandlere i hele Danmark og eksporterer desuden til en række andre lande. I 2020 lanceredes Reclassic , hvor brugte træmøbler kan sælges tilbage til virksomheden, hvorefter de istandsættes og sælges videre. For dette bæredygtige koncept modtog Skagerak Årets Grønne Brand ved Design Awards 2019. 
Trip Trap blev etableret i 1973 i Hadsund og producerede oprindeligt trapper. I sommeren 2012 flyttede hovedkontoret fra Hadsund til Aalborg, og i december 2012 solgtes Trip Traps bygninger og tidligere hovedkontor på havnen i Hadsund for 10 millioner kroner. Den 12. februar 2016 meddelte virksomheden, at den skiftede navn fra Trip Trap til Skagerak. Året efter fik Skagerak en B Corporation certificering, som en af Danmarks første designvirksomheder. I 2020 flyttede hovedkontoret til Utzon Center i Aalborg. 